# کولخوز کراسنی اکتبر
کولخوز کراسنی اکتبر (به لاتین:Kolkhoz Krasnyy Oktyabr) یک منطقه مسکونی سابق در جمهوری آذربایجان است که در شهرستان اوجار واقع شده است.